# كول (مقاطعة ديواندرة)
كول (بالفارسية: کول) هي قرية تقع في قسم سارال الريفي (مقاطعة ديواندرة) في إيران. يقدر عدد سكانها بـ 526 نسمة بحسب إحصاء 2016.